# Канаев, Алексей Валерианович
Кана́ев Алексе́й Валериа́нович (род. 30 сентября 1971 г.) — российский государственный и политический деятель, депутат Государственной Думы VII созыва, член фракции «Единая Россия», член комитета по экономической политике, промышленности, инновационному развитию и предпринимательству, председатель экспертного Совета по вопросам металлургической и горно-рудной промышленности, председатель экспертного Совета по вопросам лесного комплекса и деревообрабатывающей промышленности.
За нарушение территориальной целостности Украины во время российско-украинской войны находится под персональными международными санкциями всех стран Европейского союза, Великобритании, США, Канады, Швейцарии, Австралии, Японии, Украины, Новой Зеландии.

## Образование
В 2008 году окончил Институт коммуникационного менеджмента ГУ «Высшая школа экономики» по программе «Менеджмент маркетинга в рекламной отрасли». Прошёл обучение по специальности «менеджмент организации», в 2009 году окончил «Международный институт менеджмента ЛИНК», в 2011 году прошёл переподготовку по специальности «Специалист государственного и муниципального управления» в Российской академии госслужбы при президенте РФ.

## Карьера
В 1988 году был принят на работу в газету подшипникового завода № 23 «Вологодский подшипник», работал корреспондентом, заместителем секретаря комитета комсомола завода.
В 1989 был призван на срочную военную службу. Служил в Советской Армии до 1991 года в составе Софринской бригады оперативного назначения. Участвовал в урегулировании локальных военных конфликтов.
С 1992 года работал редактором информационных программ на областном телевидении, руководителем службы информации и творческой группы телекомпании «Провинция». С 1997 года — директор телестудии «Канал-12». С 2000 года по совместительству работал директором городского телеканала «ТВ-7», с 2005 года работал директором областной FM-радиостанции «Трансмит».
24 марта 2002 года избран депутатом Законодательного собрания Вологодской области по одномандатному избирательному округу № 8. 11 марта 2007 года повторно избран депутатом Законодательного собрания Вологодской области по одномандатному избирательному округу № 8. 4 декабря 2011 года в третий раз избран депутатом Законодательного собрания Вологодской области по одномандатному избирательному округу № 8. Возглавлял комитет по бюджету и налогам, был заместителем Председателя Законодательного Собрания области.
На общественных началах с 2011 до 2016 год возглавлял Вологодское региональное отделения партии «Единая Россия».
18 сентября 2016 года избран депутатом Государственной Думы Федерального Собрания Российской Федерации VII созыва по Череповецкому одномандатному избирательному округу № 86.
Член фракции «Единая Россия».
В феврале 2025 года был исключён из партии «Единая Россия». По его словам, причиной исключения из партии стало его несогласие с изменениями в региональный закон, регулирующий время продажи алкоголя.. Ранее А. В. Канаев являлся членом президиума Вологодского регионального политического совета партии «Единая Россия».

## Законотворческая деятельность
С 2016 по 2021 год, в течение исполнения полномочий депутата Государственной Думы VII созыва, выступил соавтором 106 законодательных инициатив и поправок к проектам федеральных законов.

## Международные санкции
Из-за нарушения территориальной целостности и независимости Украины во время российско-украинской войны находится под персональными международными санкциями разных стран.
23 февраля 2022 года внесён в санкционные списки стран Евросоюза за действия и политику, которые подрывают территориальную целостность, суверенитет и независимость Украины и еще больше дестабилизируют Украину.
24 февраля 2022 года включён в санкционный список Канады «близких соратников режима» за голосование о признании независимости «так называемых республик в Донецке и Луганске».
24 марта 2022 года, на фоне вторжения России на Украину, включён в санкционный список США за «соучастие в войне Путина» и «поддержку усилий Кремля по вторжению в Украину», Госдеп США заявил что депутаты Госдумы используют свои полномочия для преследования инакомыслящих и политических оппонентов, нарушают свободу информации, ограничивают права человека и основные свободы граждан России.
По аналогичным основаниям, с 25 февраля 2022 года находится под санкциями Швейцарии. С 26 февраля 2022 года находится под санкциями Австралии. С 11 марта 2022 года находится под санкциями Великобритании. С 18 марта 2022 года находится под санкциями Новой Зеландии. С 12 апреля 2022 под персональными санкциями Японии. Указом президента Украины Владимира Зеленского с 7 сентября 2022 года находится под санкциями Украины.

## Награды
- Благодарность Председателя Совета Федерации Федерального Собрания РФ[источник не указан 969 дней]
- Благодарность Правительства Российской Федерации (16 декабря 2019 года) — за большой вклад в развитие российского парламентаризма и активную законотворческую деятельность[23]
- Благодарность Председателя Государственной Думы Российской Федерации[источник не указан 969 дней]
- Медаль Совета Федерации «20 лет»[источник не указан 969 дней]
- Почетная грамота Министерства промышленности и торговли[источник не указан 969 дней]
- Благодарность руководителя фракции «ЕДИНАЯ РОССИЯ»
- Благодарность первого заместителя руководителя фракции «ЕДИНАЯ РОССИЯ»
- Почетная грамота Губернатора Вологодской области[источник не указан 969 дней]
- Почетная грамота и Благодарность Губернатора Вологодской области[источник не указан 969 дней]
- Почетная грамота Законодательного Собрания Вологодской области[источник не указан 969 дней]
- Почетная грамота Почетный знак Законодательного Собрания Вологодской области «За заслуги в развитии законодательства» избирательной комиссии Вологодской области[источник не указан 969 дней]
- Лауреат проекта партии «Единая Россия» «Профессиональная команда страны» по разделу «Средства массовой информации»[24]